# خویدسخالکس‌ارد
خویدسخالکس‌ارد (به هلندی: Goidschalxoord) یک منطقهٔ مسکونی در هلند است که در بینن‌ماس واقع شده‌است.